# Prades (Tarn)
Prades é uma comuna francesa na região administrativa da Occitânia, no departamento de Tarn. Estende-se por uma área de 5.24 km², e possui 127 habitantes, segundo o censo de 2018, com uma densidade de 24 hab/km².